# 배스 해협

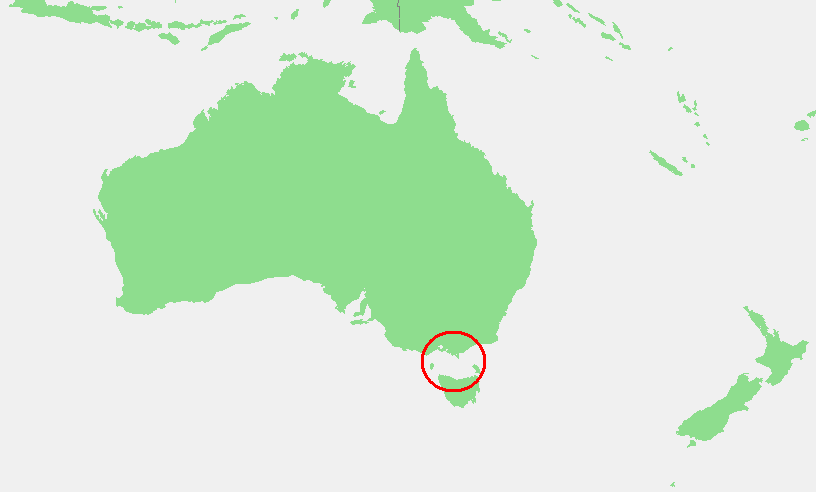
배스 해협의 위치

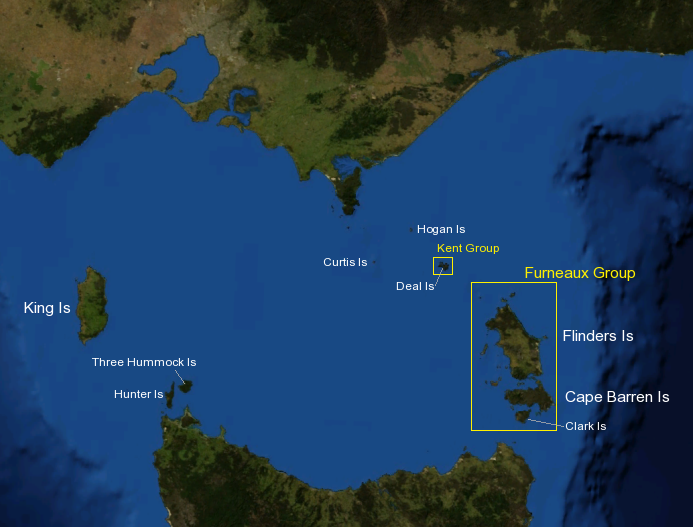
배스 해협의 위성 사진

배스 해협(Bass Strait)은 태즈메이니아섬과 오스트레일리아 본토(빅토리아주) 사이의 해협이다.

## 탐험
유럽인으로서 배스 해협을 처음 발견한 것은 1798년 매슈 플린더스이다. 플린더스는 배의 의사였던 조지 배스의 이름을 이 해협에 이름을 붙였다.